# Абу-Снан
Абу-Снан или Абу-Синан (ивр. אבו סנאן‎ ,араб. أبو سنان‎) — местный совет в Северном округе Израиля. Его площадь составляет 6 718 дунамов. По легенде, основан шейхом Баазом в XIII веке.
В 1950-х годах между двумя основными кланами Абу-Снана разгорелся конфликт, повлекший жертвы. Он был улажен в 1977 году.
Жители, работающие в пределах посёлка, заняты земледелием и животноводством.

## Население
По данным Центрального статистического бюро Израиля, население на начало 2020 года составляло 14 099 человек.
Ежегодный прирост населения — 1,6 %.
Средняя зарплата на 2007 год — 4 370 шекелей.